# Judas Priest
Judas Priest je heavy metal sastav osnovan 1969. godine, u engleskom Birminghamu. Trenutnu postavu sačinjavaju vokalist Rob Halford, gitaristi Richie Faulkner, Glenn Tipton,  i Ian Hill na bas-gitari. Smatraju se jednim od najutjecajnijih sastava heavy metala. 

## Povijest

### 1970-te
Sve počinje 1969. godine u Birminghamu s jednim pjevačem imena Alan Atkins i basistom Brunom Staphenhillom, koji odlučuju osnovati hard rock sastav. Ime za sastav biraju iz jedne pjesme Boba Dylana (The Ballad Of Frankie Lee and Judas Priest). Počinje potraga za ostatkom članova pa testiraju gitarista K.K Downinga, koji u prvi trenutak biva odbijen. Godine 1970. prvotna jezgra se razilazi, ali Atkins i Downing se susreću s ciljem osnivanja sastava. K.K. Downing inače tada već ima sastav, 'Freight', gdje operiraju i basist Ian Hill te bubnjar John Ellis. Atkins pita za mjesto vokala u Freightu, na što ostali prihvaćaju i mijenjaju ime sastava u Judas Priest. Tako nastaje jedan od najvećih heavy metal sastava na svijetu. Kasnije na Atkinsovo mjesto dolazi Rob Halford, bivši kazališni inženjer rasvjete. On zajedno s K.K. Downingom i Glennom Tiptonom za gitarama, Ianom Hillom za basom i Johnom Hinchom kao bubnjarem izdaje prvi cjelokupni album 1974. godine, imena Rocka Rolla. Nakon dvije godine izlazi nešto zreliji album Sad Wings of Destiny gdje se malo više ističe hard rock stil. Godine 1977. i 1978. poimence izlaze Sin After Sin i Stained Class. Tek Stained Class 1978. godine otkriva pravu orijentaciju grupe na heavy metal. Nakon toga nižu se problemi s postavom skupine. Krajem 1978. izdaju svoj peti studijski album, Hell Bent For Leather (Killing Machine u Ujedinjenom Kraljevstvu), a godinu dana kasnije prvi koncertni uradak, Unleashed in the East.

### 1980-te
Nakon tog uspjeha 1980. godine izlazi British Steel kao dio novog vala metala (New Wave of British Heavy Metal). Sadrži velike uspješnice poput "Breaking the Law", "Metal Gods" i "Grinder". Između 1981. i 1982. izlaze Point of Entry i Screaming for Vengeance. Dalje dolazi i Defenders of The Faith. 1986. i 1989. godine izlaze Turbo, Ram It Down i koncertni album Priest...Live!. U to vrijeme zavladala je nekakva situacija bez inicijative u sastavu, koji se ipak budi dolaskom bubnjara Scotta Travisa i izdavanjem Painkillera 1990. godine.

### 1990-te
Nažalost ne ide sve najboljim tijekom. Halford ima neke razmirice s ostatkom sastava te se on razilazi s njima. Judas Priest uskoro dobiva novog vokalistu. Ime mu je Tim "Ripper" Owens. On je u sastav ušao kao njihov obožavatelj, a i sam nadimak je uzeo od imena njegove najomiljenije pjesme. Oni zajedno snimaju albume Jugulator (1997.), Live Meltdown (1998.), Demolition (2001.) te Live In London (2003.) s mnogo različitijim prizvukom od prijašnjih, no ništa od toga ne dovodi sastav na onaj nivo koji je imao prije. Halford u međuvremenu ima solističke projekte sa svojim sastavima (Two, Fight, Halford) i izdaje nekoliko dobrih albuma.

### 2000-te
Na kraju dolazi do toga da ponovno okupljanja Halforda sa starom ekipom postaje najzatraženija stvar među fanovima. 2003. dogovoren je prelazak Owensa u Iced Earth, dok se Halford vraća. Odmah počinje rad na novom albumu koji se zove Angel of Retribution i koji će najstariji heavy metal sastav poslije Black Sabbatha vratiti u život.
Nakon vrlo uspješnog albuma Angel of Retribution iz 2005. godine, Halford sa sastavom, održava svjetsku turneju u kojoj potvrđuju svoj dominantan status u heavy metalu. Iste godine snimaju DVD Rising in the East, na kojemu se nalazi snimak nastupa uživo iz Budokan arene u Japanu.
Godine 2011. sastav je najavio kako će odraditi posljednju veliku svjetsku turneju nazvanu Epitaph, ali su također najavili i novi album.

## Članovi sastava

### Sadašnji sastav
- Rob Halford — glavni vokali (1973. – 1993., 2003. – )
- Glenn Tipton — gitara (1974. – )
- Richie Faulkner — gitara (2011. – )
- Ian Hill — bas-gitara (1969. – )
- Scott Travis — bubnjevi (1989. – )

### Bivši članovi
Vokali
- Tim "Ripper" Owens (1997. – 2003.)
- Alan Atkins (1969. – 1973.)

Bubnjari
- Dave Holland (1979. – 1989.)
- John Hinch (1973. – 1975.)
- John Ellis (1969. – 1971.)
- Alan "Skip" Moore (1971. – 1973, 1975. – 1977.)
- Chris "Congo" Campbell (1972. – 1973.)
- Les Binks (1977. – 1979.)

Gitaristi
- K. K. Downing (1970. – 2011.)

## Diskografija
Studijski albumi
- Rocka Rolla (1974.)
- Sad Wings of Destiny (1976.)
- Sin After Sin (1977.)
- Stained Class (1978.)
- Killing Machine (1978.) (poznat i kao "Hell Bent for Leather")
- British Steel (1980.)
- Point of Entry (1981.)
- Screaming for Vengeance (1982.)
- Defenders of the Faith (1984.)
- Turbo (1986.)
- Ram It Down (1988.)
- Painkiller (1990.)
- Jugulator (1997.)
- Demolition (2001.)
- Angel of Retribution (2005.)
- Nostradamus (2008.)
- Redeemer of Souls (2014.)
- Firepower (2018.)
- Invincible Shield (2024.)

Koncertni albumi
- Unleashed in the East (1979.)
- Priest...Live! (1987.)
- Live Meltdown (1998.)

Videografija
- Live in London (2002.)
- Electric Eye (2003.)

## Vanjske poveznice
- http://www.judaspriest.com